# Тумковська Антоніна

Антоніна Тумковська від час репетиції у SAB, 1950-ті роки

Антоніна Тумковська (англ. Antonina Tumkovsky), також відома як Tumey (* 21 вересня 1905, Київ — † 19 січня 2007, Нью-Йорк) — українська балерина, балетмейстерка.

## Біографія
Народилася 21 вересня 1905 року у Києві. Почала танцювати у 12 років. У 18 дебютувала в Київському театрі опери та балету і до Другої світової війни була солісткою київського балету. Танцювала в постановках «Запорожець за Дунаєм», «Кармен», «Мазепа» і дитячих виставах «Спляча красуня» та «Горбоконик».
Деякий час Антоніна Тумковська жила у Берліні. 1949 року переїхала до Нью-Йорка. Там працювала педагогинею у балетній трупі хореографа Джорджа Баланчина, засновника американської балетної школи. Свого часу Баланчин особливо відзначав те, що Антоніна Тумковська є представницею пост-дягілевської, радянської школи балету.
Впродовж 57 років Тумковська викладала у створеній Баланчиним Школі Американського балету (SAB). 1999 року SAB видала VHS (згодом перевидано у DVD форматі) «Antonina Tumkovsky — 50 years at the School of American Ballet»
Вийшла на пенсію тільки 2003 у 98 років. Дітей не мала, тому переселилася в Будинок догляду за колишніми митцями товариства імені Толстого в Нью-Йорку. 
Антоніна Тумковська померла 19 січня 2007 у віці 101 року в Нью-Йорку.